# Queso azul
El queso azul es una clasificación general de quesos hechos con leche de vaca, oveja, cabra y búfala, que tienen añadidos en su pasta cultivos del hongo Penicillium. Estos mohos proporcionan un característico color entre el azul y el gris-verdoso. Los quesos azules son de origen francés y se curan en lugares con temperaturas reguladas, por ejemplo en cavernas. Algunos poseen una denominación de origen protegida; es decir, solo pueden llevar su nombre si se producen en regiones específicas. Entre ellos se encuentran los tipos Cabrales, roquefort, bleu d'Auvergne, Bleu de Bresse, gorgonzola, Stilton o Picón Bejes-Tresviso.
Los quesos azules varían en sabor, de muy suave a fuerte, y de ligeramente dulce a salado o picante; en color, de pálido a oscuro; y en consistencia, de líquida o muy blanda a firme o dura. Pueden tener un olor característico, procedente del moho o de diversas bacterias especialmente cultivadas, como Brevibacterium linens.
A algunos quesos azules se les inyectan esporas antes de que se forme la cuajada, y a otros se les mezclan las esporas con la cuajada después de que se forme. Los quesos azules suelen madurarse en entornos de temperatura controlada.

## Origen
Se cree que el queso azul se descubrió por accidente cuando los quesos se almacenaban en cuevas con niveles de temperatura y humedad controlados de forma natural, resultando así en entornos favorables para las variedades inofensivas de moho. El análisis de heces del período Paleolítico encontradas en las minas de sal de Hallstatt (Austria) demostró el consumo de queso azul se remonta al período de Hallstatt (800 a 400 a. C.).

Existe una leyenda que explica el origen del roquefort, uno de los primeros quesos azules. Según ella, este queso se descubrió cuando un joven, que comía pan y queso de leche de oveja, abandonó su comida en una cueva cercana tras ver a lo lejos a una hermosa muchacha. Cuando regresó meses después, el moho (Penicillium glaucum o Penicillium roqueforti) había transformado su queso en roquefort.

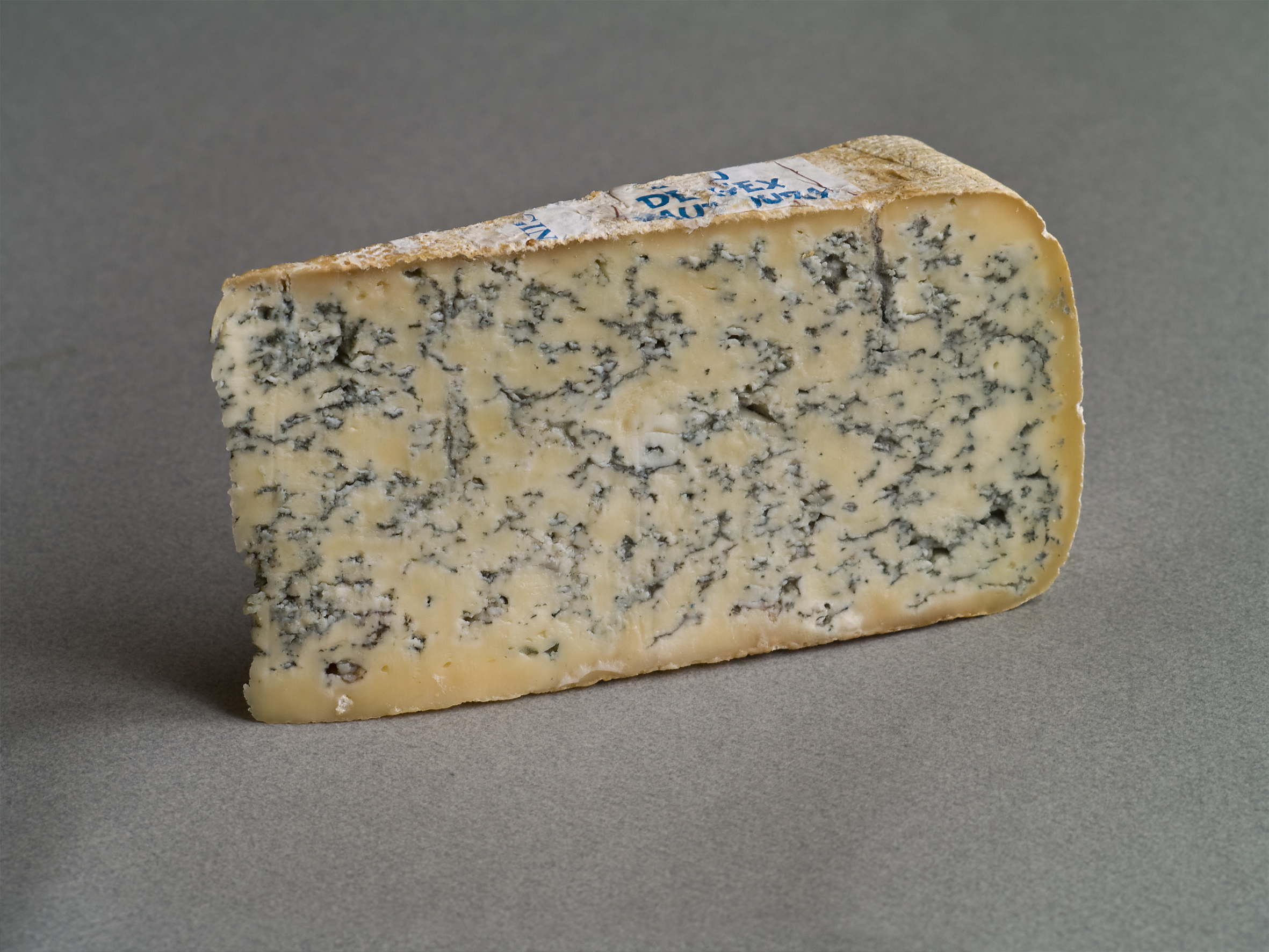
Bleu de Gex, un queso azul cremoso y semiblando elaborado en la región de Jura, Francia.

 Hay muchas variedades de queso azul. Las primeras versiones se producían en Francia e Italia, y las posteriores evolucionaron por toda Europa y Norteamérica. El gorgonzola es uno de los tipos más antiguos que se conocen; fue creado alrededor del año 879 d. C., aunque se dice que no presentó las típicas vetas azules hasta alrededor del siglo XI. El Stilton es una variedad relativamente nueva que se popularizó a principios del siglo XVIII. Muchas otras variedades de queso azul, como el Danablu y el Cambozola del siglo XX, fueron originadas posteriormente en un intento de cubrir la demanda de quesos estilo roquefort.

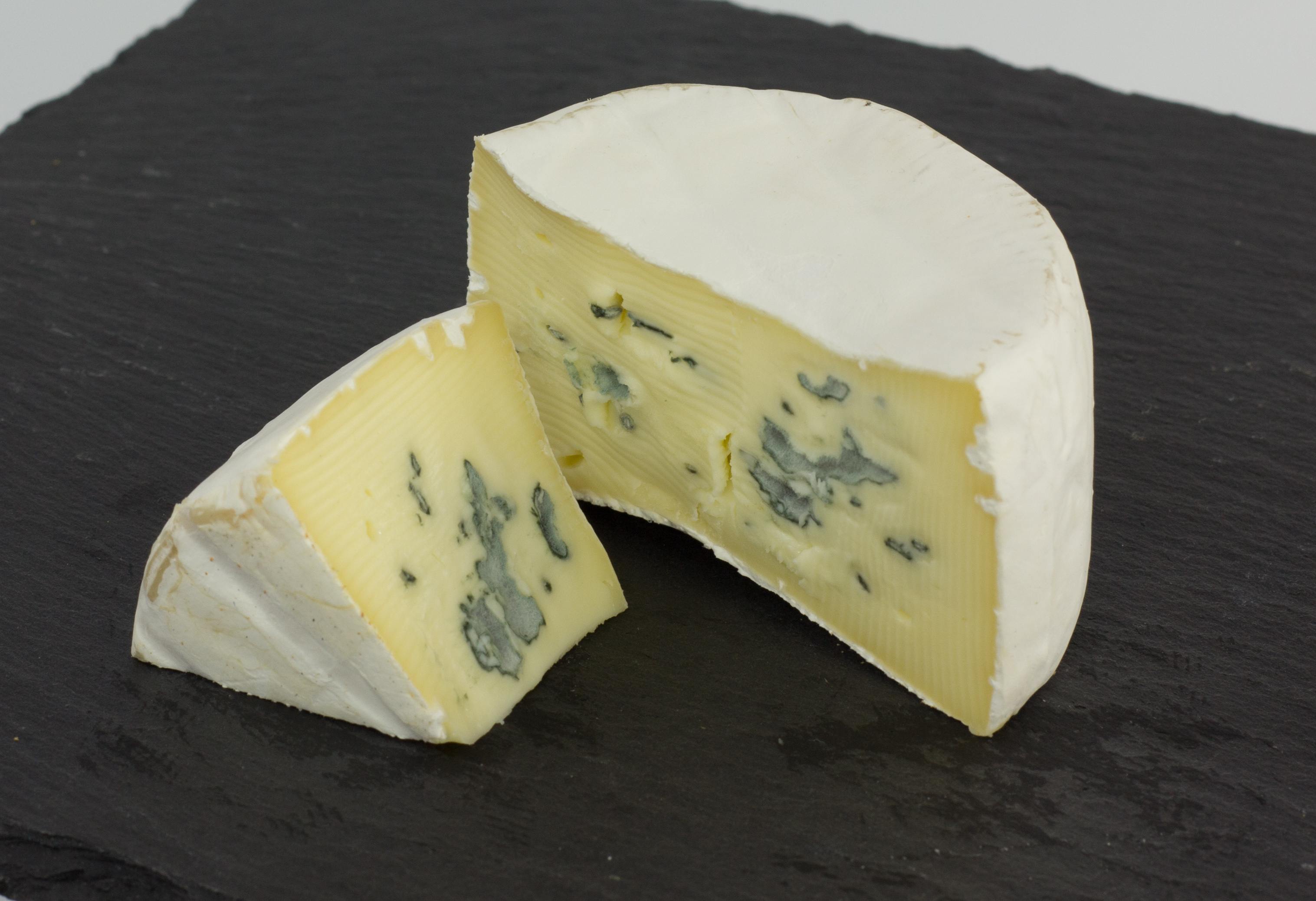
Cambozola, una variedad alemana de queso azul.

## Características
Este grupo de quesos generalmente posee un fuerte sabor con tendencia a ser picante y algo salado. Se caracteriza por su olor generalmente fuerte y por tener vetas o manchas de moho verdes, azules, grises o negras. Estas características del queso azul se deben al hongo Penicillium.
Suelen tener una textura suave, pero tanto esto como su sabor varían según el tipo desde desmenuzable, lloroso, salado y agudo hasta más suave, cremoso y ligeramente terroso. Algunas variedades están enriquecidas con nata y tienen un centro blando y una corteza hinchada. Las variedades de textura suave son ideales para untar; a veces se funden y se sirven en salsas como acompañamiento de carnes.
Las variedades de moho Penicillium utilizadas para producir queso azul no producen toxinas y se consideran seguras para el consumo humano. Sin embargo, ciertos tipos de moho producen unos compuestos llamados micotoxinas, que se consideran tóxicos para el ser humano, pero estas esporas solo pueden crecer en los alimentos debido a su deterioro y suelen ser difusas y blancas, verdes, negras, azules o grises.
Existen variedades disponibles en los supermercados y también en tiendas especializadas. Su precio varía radicalmente dependiendo de su origen.

## Producción
La inoculación es un proceso propio de la fabricación de determinados quesos, y consiste en incorporar mohos o fermentos lácticos a la leche. Los fermentos lácticos son bacterias capaces de provocar la fermentación de la leche.
Durante el proceso de elaboración del queso, el Penicillium se añade después de que la cuajada se haya escurrido y enrollado en hormas. El queso azul se deja envejecer durante 2 o 3 meses antes de que esté listo para su consumo. 
Al igual que otras variedades de queso, el proceso de elaboración del queso azul consta de seis pasos estándar. Sin embargo, se requieren ingredientes y procesos adicionales para dar a este queso de pasta azul sus propiedades particulares. Para empezar, la producción a escala comercial de queso azul consta de dos fases: el cultivo de inóculos adecuados ricos en esporas y la fermentación para obtener el máximo sabor típico.

### Roquefort
El queso roquefort es un elemento muy destacado de la gastronomía francesa, y goza de la denominación de origen protegida más antigua de Europa, obtenida en 1925. Es así el primer queso francés en obtener este reconocimiento.
El roquefort es fabricado únicamente con leche de oveja cruda y entera proveniente de la zona de Roquefort-sur-Soulzon, Francia, que comprende sectores de los departamentos de Aveyron, Aude, Gard, Hérault, Lozère y Tarn. Un elemento importante en el sabor del queso lo proveen los pastos en los que pacen los rebaños de ovejas de raza Lacaune. La estacionalidad de la fabricación del roquefort va de diciembre a julio, respetando el ciclo natural de la oveja.
El moho Penicillium roqueforti es el responsable de transformar el requesón de oveja en queso untuoso. El queso «madura» durante un mínimo de 14 días en el corazón del desprendimiento rocoso del Combalou, y finalmente es recubierto por una hoja de estaño, para completar su lenta y última etapa de maduración. Las bodegas acondicionadas donde se almacena se ubican en pisos superpuestos tallados en roca y se ventilan naturalmente, posibilitando una temperatura constante de 8 a 10 °C tanto en verano como en invierno. La higrometría del 95 % se alcanza gracias a la filtración del agua a través de los desprendimientos.
En la primera fase de la producción, se prepara un inóculo de Penicillium roqueforti antes de la producción real de queso azul.
Se pueden utilizar varios métodos para conseguirlo. Sin embargo, todos los métodos implican el uso de un cultivo liofilizado de Penicillium roqueforti. Aunque el Penicillium roqueforti puede encontrarse de forma natural, los productores de queso utilizan hoy en día Penicillium roqueforti fabricado comercialmente. En primer lugar, el Penicillium roqueforti se lava a partir de un cultivo puro en placas de agar que posteriormente se congela. Mediante el proceso de liofilización, el agua del estado congelado se evapora sin pasar por el estado líquido (sublimación). Esto conserva el valor del cultivo y se activa al añadir agua.
La sal, el azúcar o ambos se añaden a la Leche homogeneizada y esterilizada en autoclave  mediante una solución estéril.  A continuación, esta mezcla se inocula con Penicillium roqueforti. Esta solución se incuba primero durante tres o cuatro días a 21-25 grados Celsius (69,8-77,0 °F). Se añade más sal y/o azúcar y luego se continúa la incubación aeróbica durante uno o dos días más. Alternativamente, la leche esterilizada y homogeneizada y los sólidos no grasos reconstituidos o los sólidos de suero se mezclan con sal estéril para crear un medio de fermentación. A continuación, se añade un cultivo de Penicillium roqueforti rico en esporas. A continuación, se añade grasa láctea modificada, que consiste en grasa láctea con esterasa pregástrica de ternero. Esta solución se prepara previamente mediante una hidrólisis enzimática de una emulsión de grasa láctea. La adición de grasa láctea modificada estimula una liberación progresiva de ácidos grasos libres a través de la acción de la lipasa, que es esencial para el rápido desarrollo del sabor en el queso azul. Este inóculo producido por cualquiera de los dos métodos se añade posteriormente a la cuajada del queso.

## Toxinas de la producción de queso azul
El Penicillium roqueforti, responsable del aspecto mohoso azul verdoso del queso azul, produce varias micotoxinas. Mientras que micotoxinas como la roquefortina C, la isofumigaclavina A, el ácido micofenólico y el ferricromo están presentes en niveles bajos, el ácido penicilico y la toxina PR son inestables en el queso. Debido a la inestabilidad de la toxina PR y a la falta de condiciones ambientales óptimas (temperatura, aireación) para la producción de toxina PR y roquefortina, los riesgos para la salud debidos a los metabolitos de Penicillium roqueforti se reducen considerablemente. Además, la contaminación por micotoxinas se produce a niveles bajos y rara vez se consumen grandes cantidades de queso, lo que sugiere que el peligro para la salud humana es poco probable.  

## Almacenamiento y precauciones
Se recomienda envolver y almacenar el queso azul en el refrigerador para evitar que se estropee. Si se hace correctamente, el queso azul puede durar entre 3 y 4 semanas. Puede conservar su estado indefinidamente si se congela, pero esto puede alterar ligeramente la textura y apariencia del queso.
El queso azul debe desecharse inmediatamente si se observa cualquier signo de deterioro, por ejemplo un fuerte olor similar al del amoníaco o la presencia de manchas blancas, verdes, rosas o grises que crecen en la superficie del queso. El consumo de queso azul en mal estado puede provocar intoxicación alimentaria con síntomas como náuseas, vómitos, diarrea y calambres estomacales. Ciertos tipos de moho también producen micotoxinas, que son compuestos tóxicos que pueden suprimir la función inmunitaria, causar molestias digestivas.

## Variedades
- Adelost
- Amablu
- Aura cheese
- Australian Blue Vein
- Bavarian blue o Bavaria blu
- Beenleigh Blue
- Bergader
- Bergere Bleue
- Bleu Bénédictin
- Bleu d'Auvergne
- Bleu de Basque
- Bleu de Bresse
- Bleu de Gex
- Bleu de Laqueuille
- Bleu des Causses
- Bleu de Septmoncel
- Bleu du Haut-Jura
- Bleu du Vercors-Sassenage
- Blu di Bufala
- Blue Castello
- Blue Cheshire
- Blue Rathgore
- Blue Wensleydale
- Buttermilk Blue
- Buxton Blue cheese
- Cabrales
- Cambozola
- Cashel Blue
- Cheshire cheese
- Ciel de Charlevoix
- Danablu
- Devon Blue
- Dolcelatte
- Dorset Blue Vinney cheese
- Dunsyre Blue
- Edelpilz
- Exmoor Blue cheese
- Fourme d'Ambert
- Fourme de Haute Loire
- Fourme de Montbrison
- Gammelost
- Gippsland Blue
- Gorgonzola
- Harbourne Blue
- Jubilee Blue
- Lanark Blue
- La Peral
- Lymeswold cheese
- Maytag Blue cheese
- Meredith Blue
- Monje Picón
- Montagnolo
- Mycella
- Olivet Bleu
- Oxford Blue
- Oxley Traditional Blue
- Picón Bejes-Tresviso
- Roaring Forties Blue
- Rochebaron
- Roquefort
- Saga cheese
- Shropshire Blue cheese
- Saint Agur Blue
- St. Pete's Select
- Stilton
- Valdeón
- Waimata Farmhouse Blue
- Westminster Blue
- Yorkshire Blue